# Megaselia quintincisa
Megaselia quintincisa är en tvåvingeart som beskrevs av Ronald Henry Lambert Disney 2006. Megaselia quintincisa ingår i släktet Megaselia och familjen puckelflugor.
Artens utbredningsområde är Förenade Arabemiraten. Inga underarter finns listade i Catalogue of Life.